# Tada Mitsuyori
En aquest nom japonès, el cognom és Tada.
Tada Mitsuyori (多 田 満 頼, 1501-1563) va ser un servent del clan Takeda durant el període Sengoku de la història del Japó.
Mitsuyori era nadiu de la província de Mino i servia per Takeda Nobutora i després que Takeda Shingen va prendre el lideratge del clan, va continuar servint sota les ordres directes d'Itagaki Nobutaka. Mitsuyori va exercir com a capità d'infanteria durant el curs de 29 conflictes entre els quals es destaquen la batalla de Sezawa de 1542 i la batalla d'Uehara de 1542.
Mitsuyori morí el 1563 i va ser considerat com un dels famosos vint-i-quatre generals de Takeda Shingen.